# Цветаев, Фёдор Фролович
 Фёдор Фролович Цветаев  (1798—1859) — известный русский библиофил и библиоман первой половины XIX века.

## Биография
Мальчиком он поступил в библиотеку Плавильщикова и впоследствии был в ней же библиотекарем, после перехода её в руки А. Ф. Смирдина. С утра и до ночи проводя время за книгами, будучи знаком со всеми нашими литераторами блестящего периода русской словесности 1820—1850 гг., Цветаев сделался живым каталогом и справочной энциклопедией не только по отделу изящной литературы и журналистики, но и по всем отраслям науки. Обладая удивительною памятью, он знал все, появившееся в России со времени Ломоносова до последней вновь вышедшей книжонки, и мог указать не только № и год журнала, в котором была напечатана какая-нибудь статья, но и страницу, а также критические о ней отзывы в других периодических изданиях. Не слишком-то общительного и довольно угрюмого Федора Фроловича знал весь читающий Петербург, а в особенности, и вполне справедливо. удивлялся ему литературный мир от Карамзина до Тургенева.
В библиотеке Цветаев оставался и тогда, когда она в исходе сороковых годов перешла к Крашенинникову, и, по-видимому, только в пятидесятых годах удалился от дел на покой.
Имя этого скромного труженика в сфере своей деятельности должно обратить на себя внимание будущего историка русской библиографии, теперь же оно забыто, как потому, что никто из более выдающихся русских писателей, пользовавшихся когда-то его указаниями, не обмолвился о нём ни словом, так и потому, что от него не осталось никаких печатных трудов: Смирдинская «Роспись», составление которой приписывают иногда Цветаеву, составлена Анастасевичем; об участии Цветаева в этом труде можно только догадываться. Скончался 3 ноября 1859 года.
Из письма библиографа Ивана Павловича Быстрова (1797—1850) к С. Д. Полторацкому от 24 февраля 1848 г.: «В достопамятный 27-й день января 1837 года Ф. Ф. Цветаев в 12-м часу утра был у Пушкина и говорил с ним о новом издании его сочинений. Пушкин был весел. А ввечеру того же числа Тургенев пришел к нему с известием, что Пушкин стрелялся! Какова сила характера нашего незабвенного поэта!» (неизд. — ГПБ, архив С. Д. Полторацкого). Современники называли Ф. Ф. Цветаева «живым каталогом», за его исключительную память и библиографические познания.